# Julius Hagen
Pour les articles homonymes, voir Hagen.
Julius Hagen, de son nom complet Julius Jacob Kleimenhagen, né en 1884 à Hambourg (Allemagne) et mort le 31 janvier 1940 à Londres (Angleterre), est un producteur de cinéma et réalisateur allemand.

## Biographie
Julius Hagen nait en 1884 à Hambourg en Allemagne. Il commence à travailler dans la société de cigares de son père puis se met à produire des pièces de théâtre. Il devient par la suite directeur de Universal au Royaume-Uni.
En 1919, il co-crée la société de distribution W&F Film Service et devient directeur des British and Colonial Studios en 1923.
En 1927, Julius Hagen s'associe avec Henry Edwards pour créer la société de production Neo-Art Productions et l'installe aux St Margaret’s Studios. En 1928, Julius Hagen renomme les studios en Twickenham Film Studios, du nom de sa nouvelle société de production Twickenham Film Studios Limited dont il est président. Henry Edwards et Julius Hagen deviennent les directeurs des studios. Pour pouvoir équiper les studios, ils décident de les louer durant la journée et de les utilisent eux-mêmes que la nuit.
En 1928, il co-réalise avec Leslie S. Hiscott son premier film The Passing of Mr. Quin, première adaptation cinématographique d'une œuvre d'Agatha Christie.
En 1935, il crée la société Twickenham Film Distributors Limited. Les années 30 représentent une période difficile pour les studios et en 1937 la société de production fait faillite. Julius Hagen meurt trois ans plus tard complètement ruiné.

## Filmographie

### comme producteur
- 1917 : All the World's a Stage de Harold Weston
- 1918 : The Haunted Hotel, court-métrage de Fred Rains
- 1918 : The Blunders of Mr. Butterbun: Unexpected Treasure, court-métrage de Fred Rains
- 1918 : The Blunders of Mr. Butterbun: Trips and Tribunals, court-métrage de Fred Rains
- 1918 : Paint and Passion, court-métrage de Fred Rains
- 1918 : Love and Lobster, court-métrage de Fred Rains
- 1918 : His Salad Days, court-métrage de Fred Rains
- 1918 : His Busy Day, court-métrage de Fred Rains
- 1918 : Diamonds and Dimples, court-métrage de Fred Rains
- 1918 : A Case of Comfort, court-métrage de Fred Rains
- 1927 : The Fake de Georg Jacoby
- 1927 : Further Adventures of a Flag Officer de W. P. Kellino
- 1928 : The Passing of Mr. Quin de Julius Hagen et Leslie S. Hiscott
- 1928 : Le Fardeau de James Cruze
- 1928 : S.O.S. de Leslie S. Hiscott
- 1929 : Ringing the Changes de Leslie S. Hiscott
- 1929 : To What Red Hell de Edwin Greenwood
- 1929 : The Feather de Leslie S. Hiscott
- 1930 : The House of the Arrow de Leslie S. Hiscott
- 1930 : At the Villa Rose de Leslie S. Hiscott
- 1930 : Lord Richard in the Pantry de Walter Forde
- 1930 : Call of the Sea de Leslie S. Hiscott
- 1931 : The Sleeping Cardinal de Leslie S. Hiscott
- 1931 : The Lyons Mail de Arthur Maude
- 1931 : Brown Sugar de Leslie S. Hiscott
- 1931 : Alibi de Leslie S. Hiscott
- 1931 : Rodney Steps In, court-métrage de Guy Newall
- 1931 : The Rosary de Guy Newall
- 1931 : Black Coffee de Leslie S. Hiscott
- 1931 : Chin Chin Chinaman de Guy Newall (non crédité)
- 1931 : Splinters in the Navy de Walter Forde
- 1931 : Bill's Legacy de Harry Revier
- 1932 : Frail Women de Maurice Elvey
- 1932 : Condemned to Death de Walter Forde
- 1932 : The Missing Rembrandt de Leslie S. Hiscott
- 1932 : Murder at Covent Garden de ichael Barringer et Leslie S. Hiscott
- 1932 : The Crooked Lady de Leslie S. Hiscott
- 1932 : The Chinese Puzzle de Guy Newall
- 1932 : Once Bitten de Leslie S. Hiscott
- 1932 : Double Dealing de Leslie S. Hiscott
- 1932 : The Lodger de Maurice Elvey
- 1932 : The Face at the Window de Leslie S. Hiscott
- 1932 : The World, the Flesh, the Devil de George A. Cooper
- 1932 : When London Sleeps de Leslie S. Hiscott
- 1932 : The Other Mrs. Phipps, court métrage de Julius Hagen
- 1932 : The Marriage Bond de Maurice Elvey
- 1932 : A Tight Corner de Leslie S. Hiscott
- 1932 : A Safe Proposition de Leslie S. Hiscott
- 1933 : The Iron Stair de Leslie S. Hiscott
- 1933 : The Ghost Camera de Bernard Vorhaus
- 1933 : Puppets of Fate de George A. Cooper
- 1933 : Called Back de Reginald Denham et  Jack Harris
- 1933 : Excess Baggage de Redd Davis
- 1933 : The Shadow de George A. Cooper
- 1933 : The Lost Chord de Maurice Elvey
- 1933 : I Lived with You de Maurice Elvey
- 1933 : This Week of Grace de Maurice Elvey
- 1933 : His Grace Gives Notice de Leslie S. Hiscott
- 1933 : A Shot in the Dark de George Pearson
- 1933 : The Wandering Jew de Maurice Elvey
- 1933 : Mannequin de George A. Cooper
- 1933 : The Umbrella de Redd Davis
- 1933 : The Roof de George A. Cooper
- 1933 : The Medicine Man de Redd Davis
- 1933 : The Man Outside (en) de George A. Cooper
- 1933 : Hundred to One de Walter West
- 1933 : Home, Sweet Home de George A. Cooper
- 1934 : Lily of Killarney de Maurice Elvey
- 1934 : Blind Justice de Bernard Vorhaus
- 1934 : Bella Donna de Robert Milton
- 1934 : The Admiral's Secret de Guy Newall
- 1934 : The Man Who Changed His Name de Henry Edwards
- 1934 : Tangled Evidence de George A. Cooper
- 1934 : The Night Club Queen de Bernard Vorhaus
- 1934 : Music Hall de John Baxter
- 1934 : Lord Edgware Dies de Henry Edwards
- 1934 : Are You a Mason? de Henry Edwards
- 1934 : The Broken Melody (en) de Bernard Vorhaus
- 1934 : Flood Tide (en) de John Baxter
- 1934 : Whispering Tongues de George Pearson
- 1934 : The River Wolves de George Pearson
- 1934 : The Pointing Finger de George Pearson
- 1934 : The Lash de Henry Edwards
- 1934 : The Four Masked Men de George Pearson
- 1934 : The Black Abbot de George A. Cooper (non crédité)
- 1934 : Say It with Flowers de John Baxter
- 1934 : Open All Night de George Pearson
- 1934 : Kentucky Minstrels de John Baxter
- 1935 : The Rocks of Valpre de Henry Edwards
- 1935 : She Shall Have Music de Leslie S. Hiscott
- 1935 : The Triumph of Sherlock Holmes de Leslie S. Hiscott
- 1935 : The Ace of Spades de George Pearson
- 1935 : Annie, Leave the Room! de Leslie S. Hiscott
- 1935 : The Lad de Henry Edwards
- 1935 : Three Witnesses de Leslie S. Hiscott
- 1935 : That's My Uncle de George Pearson
- 1935 : Inside the Room de Leslie S. Hiscott
- 1935 : In a Monastery Garden de Maurice Elvey
- 1935 : D'Ye Ken John Peel? de Henry Edwards
- 1935 : Squibs de Henry Edwards
- 1935 : Vintage Wine de Henry Edwards
- 1935 : Lazybones de Michael Powell
- 1935 : Death on the Set de Leslie S. Hiscott
- 1935 : The Private Secretary de Henry Edwards
- 1935 : Department Store de Leslie S. Hiscott
- 1935 : Scrooge de Henry Edwards
- 1935 : Street Song de Bernard Vorhaus
- 1935 : Anything Might Happen de George A. Cooper
- 1935 : A Fire Has Been Arranged de Leslie S. Hiscott
- 1936 : In the Soup de Henry Edwards
- 1936 : Eliza Comes to Stay de Henry Edwards
- 1936 : The Last Journey de Bernard Vorhaus
- 1936 : Le Lys brisé de John Brahm
- 1936 : Juggernaut de Henry Edwards
- 1936 : Spy of Napoleon de Maurice Elvey
- 1936 : Dusty Ermine de Bernard Vorhaus
- 1936 : The Man in the Mirror de Maurice Elvey
- 1937 : Underneath the Arches de Redd Davis
- 1937 : Beauty and the Barge de Henry Edwards
- 1937 : The Vicar of Bray de Henry Edwards
- 1937 : Silver Blaze de Thomas Bentley
- 1937 : Clothes and the Woman de Albert de Courville
- 1937 : Death Croons the Blues de David MacDonald
- 1937 : The Angelus (en) de Thomas Bentley
- 1938 : Make It Three de David MacDonald

### comme réalisateur
- 1928 : The Passing of Mr. Quin, co-réalisé avec Leslie S. Hiscott
- 1932 : The Other Mrs. Phipps, court métrage de Julius Hagen